# クーコット駅
クーコット駅（クーコットえき、タイ語:สถานีคูคต）は、タイ王国パトゥムターニー県ラムルークカー郡にある、バンコク・スカイトレイン（BTS）スクムウィット線の駅。駅番号は「N24」。BTSとしては、バンコクから北方に設置された初めての駅である。

## 歴史
- 2020年12月16日 - BTSスクムウィット線4期区間として、駅が開業。

## 駅構造

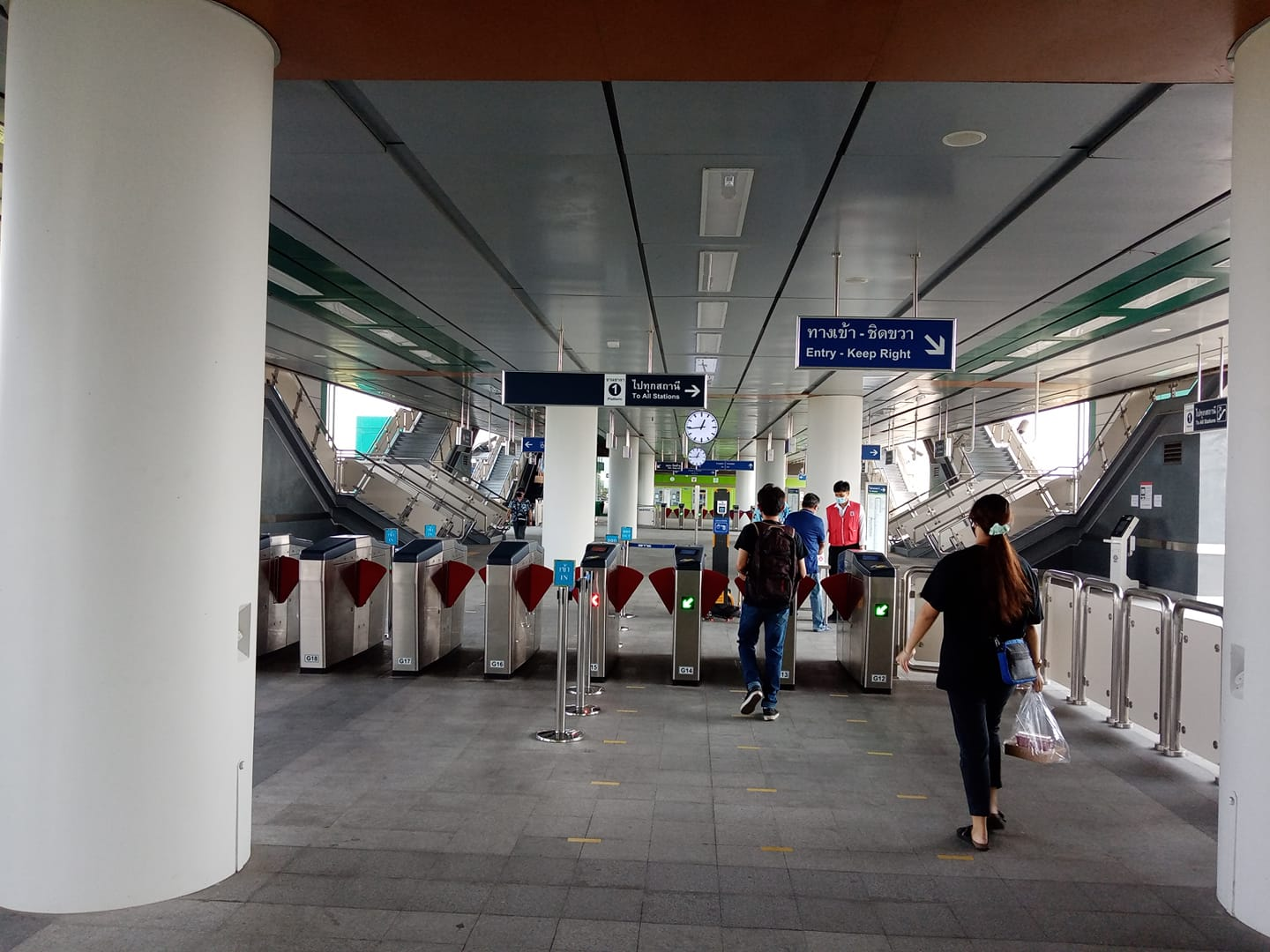
改札口

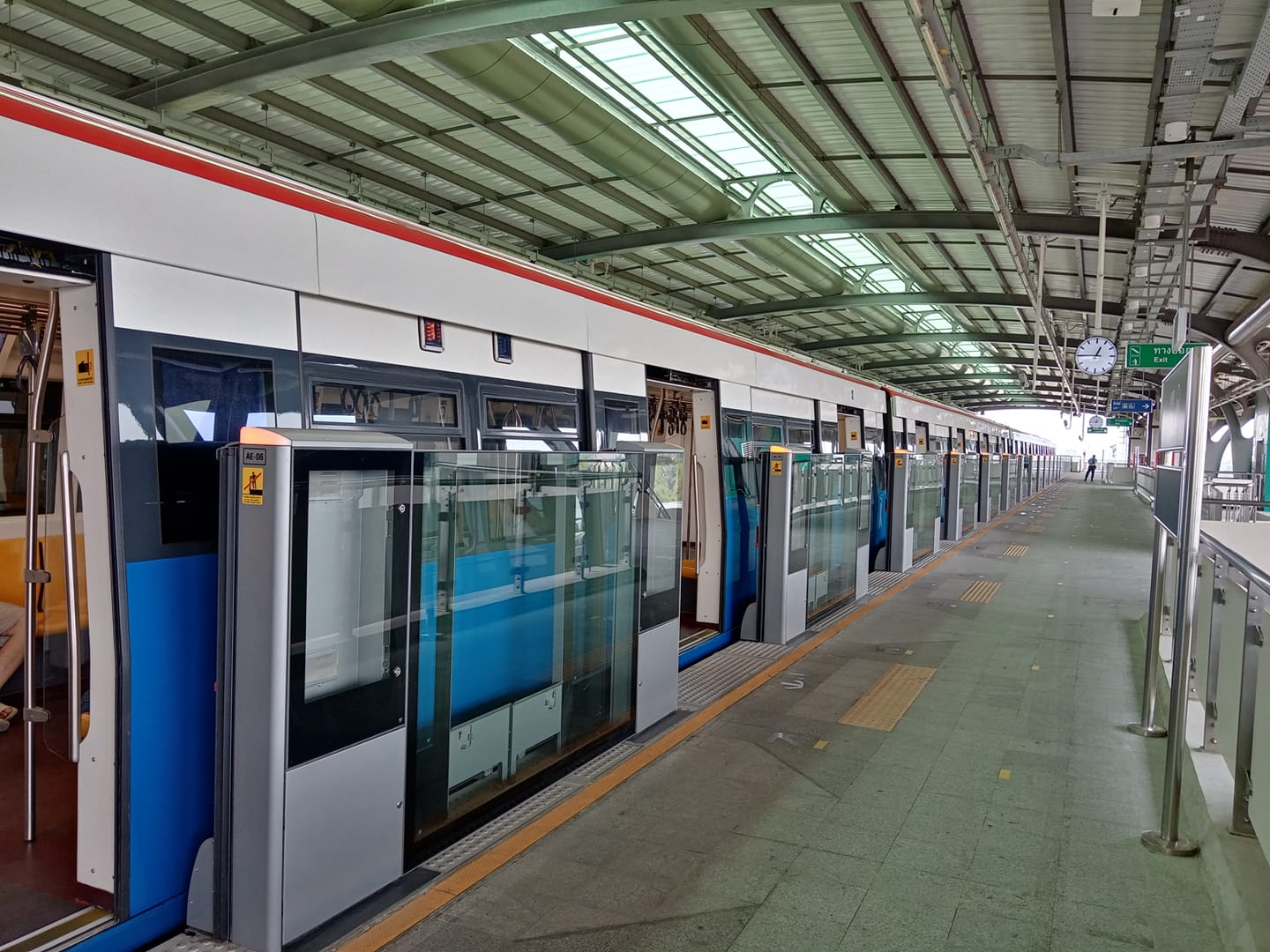
プラットホーム

ラムルークカー通り上に位置する高架駅。U2階がコンコース・改札階、U3階がホーム階である。プラットホームは全長150 mある相対式2面2線構造であり、可動式ホーム柵を完備している。ケーハ方面から来た電車は全て引き上げ線へ入線して折り返しを行う。

### 駅階層
| 3階                                |                                            |                        |
| 相対式ホーム（可動式ホーム柵有り） |                                            |                        |
| 1番線・上り■スクムウィット線       | モーチット・サイアム・アソーク・ケーハ方面 |                        |
| 2番線・下り■スクムウィット線       | 降車専用                                   |                        |
| 相対式ホーム（可動式ホーム柵有り） |                                            |                        |
| 2階                                | コンコース                                 | 自動券売機、自動改札口 |
| 1階                                | 出入口                                     | ラムルークカー通り     |

## 駅周辺
- クーコット警察署
- ワット・サーイマイ（タイ語版）
- クーコットBTSスカイトレインメンテナンスセンター
- MTアリーナスポーツアンドライフスタイルモール
- シンファエット・ラムルッカ病院（โรงพยาบาลสินแพทย์ ลำลูกกา）
- ポンスワンウィッタヤ学校（โรงเรียนผ่องสุวรรณวิทยา）

## 隣の駅
バンコク・スカイトレイン
■スクムウィット線
クーコット駅 (N24) - イェークコーポーオー駅 (N23)